# Albert Forster
Albert Maria Forster (Fürth, 26 juli 1902 - Warschau, 28 februari 1952) was een Duitse SS-Obergruppenführer. Hij was generaal in de Waffen-SS en parlementslid voor de NSDAP in de Rijksdag. Hij was vanaf 1939 Rijksstadhouder van Danzig, en is na de oorlog als oorlogsmisdadiger tot de dood veroordeeld.

## Leven

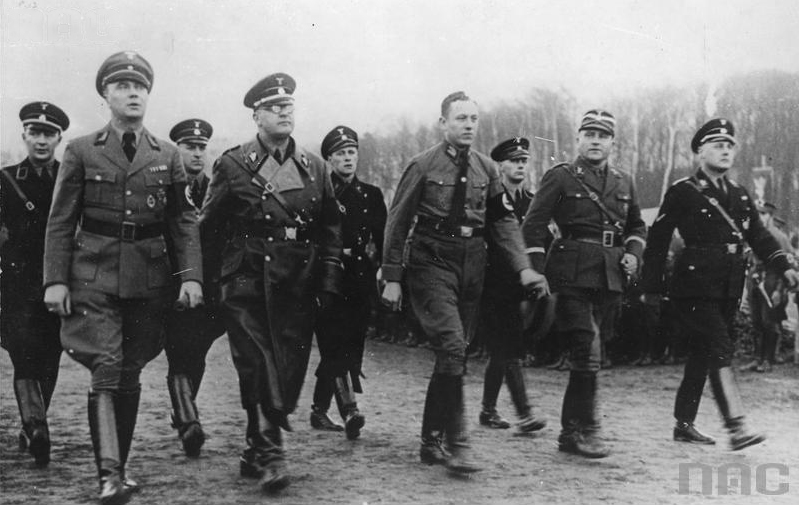
Greiser, von dem Bach, Forster, Hacker, Koppe, 1938/1939.

Albert Forster was het jongste kind van zes. Zijn vader kwam uit Ingolstadt en was gevangenisbewaarder in Fürth. Van 1908 tot 1912 zat hij op de basisschool en daarna tot 1920 op het Heinrich-Schliemann-Gymnasium Fürth. Tot 1922 volgde hij een commerciële opleiding. Aansluitend werkte hij als bankemployé bij de bank Brückner.

### Politiek
Op 7 november 1923 werd Forster lid van de NSDAP en de SA. Wegens zijn politieke werkzaamheden werd hij op 30 juni 1924 ontslagen als bankemployé. Aansluitend was hij werkzaam als tijdschriftverkoper voor het antisemitische weekblad Der Stürmer. Hij raakte bevriend met Julius Streicher. Vanaf 1 augustus 1924 tot 16 februari 1925 was hij de Fürther ortsgruppenleiter van de Großdeutsche Volksgemeinschaft, een vervangende organisatie voor de verboden NSDAP. Na de herstelling van de NSDAP, was hij vanaf 26 februari 1925 de Ortsgruppenleiter voor Fürth. In dezelfde maand leerde Forster Hitler in München kennen. Op 5 april 1925 trad hij opnieuw en met behoud van zijn oude lidmaatschapsnummer weer toe tot de NSDAP. Op 12 juni 1926 werk hij ook lid van de SS. Tot 1927 was hij leider van de door hem opgerichte SS-Gruppe Nürnberg-Fürth. Forster werd retorisch begaafd beschouwd, en al in 1925 trad hij beroepsmatig als redenaar voor de NSDAP op. Vanaf 1928 was hij rayonleider van het rayon Mittelfranken voor de NSDAP.
Vanaf 22 februari 1928 werkte Forster bij de betalingsinstantie Deutschnationaler Handlungsgehilfen-Verband in Neurenberg. In december 1929 werd hij naar Hamburg overgeplaatst, en werd in april 1930 Kreisgeschäftsführer van de DHV in het rayon Unterelbe.

### Gouwleider van Danzig en parlementslid
Op 14 september 1930 werd Albert Forster voor de kieskring Franken in de Rijksdag gekozen. Van 1930 tot 1933 was hij inleider voor de arbeidsdienst- en werknemersvragen van de NSDAP-fractie en behoorde tot de niet-ingezetenen van de Rijksdag. Forster was tot het einde van de oorlog lid van de Rijksdag, die in de tijd van het nationaalsocialisme onbetekenend was.
Op 15 oktober 1930 werd Forster tot gouwleider van Danzig benoemd. Danzig was toen een vrije stad buiten het Duitse Rijk. In Danzig werd op 1 november 1930 het partijkrant de Danziger Beobachter opgericht, Forster was hier ook uitgever van. Die krant werd later de Der Vorposten en vanaf 1 juni 1933 werd ze hernoemd in de Der Danziger Vorposten.
Na de machtsovername van Hitler werd Forster op 10 mei 1933 tot Leiter der Fachschaft der Handlungsgehilfen und zum Führer des Gesamtverbandes der Deutschen Angestellten in het Deutsche Arbeitsfront (DAF) benoemd. Hij was ook een lid van de grote en kleine convenant van DAF. Op 11 juli 1933 werd hij in het Pruisische Staatsraad benoemd. Op 1 september 1935 werd Forster lid van de Reichsarbeitskammer.
In Danzig voerde Forster een interne partijoorlog tegen zijn concurrent Arthur Greiser, die senaatspresident en regeringschef van de vrije stad was. Op 23 augustus 1939 werd Forster tot staatsleider (Staatsführer) van de vrije stad Danzig gekozen en was daarmee voor enige dagen formeel staatshoofd. Op 1 september 1939 begon de Duitse aanval op Polen. Forster verordende de "Wet van de hereniging van Danzig met het Groot-Duitse Rijk", waarmee de positie van Danziger staatshoofd afgeschaft werd. De aansluiting van Danzig bij het Groot-Duitse Rijk werd door de Rijksdag in Berlijn op dezelfde dag nog voltrokken. Deze annexatie was een directe breuk van het Verdrag van Versailles en zou expliciet in 1946 als een van de tenlasteleggingen in de Processen van Neurenberg gebruikt worden.

### Tweede Wereldoorlog
Op 19 september 1939 begroette gouwleider Forster Hitler in de Artushof van het 'bevrijd' Danzig. Al reeds maanden was hij Chef der Zivilverwaltung voor het gebied Danzig. Vanaf 8 september ook voor het militair district van Danzig-West-Pruisen. Op 26 oktober 1939 nam hij de nieuw gecreëerde rijksgouw Danzig-West-Pruisen over als NSDAP-gouwleider en rijksstadhouder (Reichsstatthalter) en rijksdefensiecommissaris (Reichsverteidigungskommissar) van Wehrkreis XX (Danzig). Tijdens het verdere verloop van de oorlog werd Forster naar meerdere functies gedelegeerd. Op 15 november 1940 werd hij Gauwohnungskommissar als regionaal plaatsvervanger van de Reichswohnungskommissar Robert Ley. Forster werd op 16 mei 1941 gevolmachtigde voor het stedenbouwkundige plan maatregelen in Danzig en op 6 april 1942 gevolmachtigde van de Generalbevollmächtigten für den Arbeitseinsatz, Fritz Sauckel.
Als SS-Ehrenführer werd Forster gestaag bevorderd. Op 15 maart 1933 tot SS-Oberführer, op 15 september 1933 tot SS-Brigadeführer en op 27 januari 1934 tot SS-Gruppenführer en aansluitend op 31 december 1941 tot SS-Obergruppenführer. Forsters relatie met Himmler bleef toch gespannen, "Als ik eruit zou zien als Himmler, zou ik niet spreken van een ras". Forster bracht deze uitdrukking in de 'kring van vertrouwelingen' tot uitdrukking. Himmler zou dit later tegen hem gebruiken door niet Forster maar Höherer SS- und Polizeiführer (HSSPF) Richard Hildebrandt als gevolmachtigde voor de Reichskommissariat für die Festigung des deutschen Volkstums (RKFDV) te benoemen. Tussen Forster en Hildebrandt kwam het tot een machtsstrijd waar Hildebrandt in april 1943 voor gerappelleerd werd.
Hoofdstrijdpunt tussen Forster en de SS was de zogenaamde Volkstumspolitik jegens de Poolse en Kasjoeben bevolkingen, in het bijzonder in de voormalige Poolse Corridor. Forster die eerzuchtig was, om als eerste gouwleider tegen Hitler te kunnen zeggen dat zijn gouw Joden- en Pools vrij was. Daarbij maakte hij gebruik van verschillende methoden zoals:
- Door het Zentrale Stelle der Landesjustizverwaltungen zur Aufklärung nationalsozialistischer Verbrechen in Ludwigsburg is vastgesteld dat in Forsters gouw tijdens de Tweede Wereldoorlog tussen de 52.794 en de 60.750 personen door nationaalsocialistische geweldsmisdrijven (Bloedbad van Wielka Piaśnica) om het leven zijn gekomen. Bijna alle Poolse intelligentsia werden vermoord bij acties in de eerste maanden van de Duitse invasie.[8] Gezaghebbend in de massamoorden was de SS-Heimwehr Danzig, in het bijzonder de SS-Wachsturmbann Eimann.[9][10][11]
- Andere mensen werden in het Generaal-gouvernement verdreven of naar het concentratiekamp Stutthof gedeporteerd.
- In tegenstelling tot de richtlijnen van Himmler als RKFDV probeerde hij het "germaniseren" van 700.000 mensen van Poolse afkomst toe te laten.[12][13]

In juni 1942 werd Forster door Joseph Goebbels als de opvolger van de zieke Adolf Wagner voorgedragen. Maar hij kon niet tegen Paul Giesler opboksen.
Op 25 september 1944 tegen het einde van de Tweede Wereldoorlog werd Forster tot organisator en leider van de Volkssturm in zijn gouw benoemd. Na de verovering door het Rode Leger van West-Pruisen, zocht Foster Hitler op in de Führerbunker in de Rijkskanselarij in Berlijn. Hij gaf aan dat stad niet meer tegen de Sovjet overmacht te verdedigen was. Forster werd overtuigd door Hitler van het tegendeel: 'Hij vertelde me dat hij Gdańsk zal redden, en dat er is niets meer te twijfelen is'. Forster keerde naar Danzig terug, vluchtte toch enige dagen later met de rest van staf naar Mierzeja Helska. Op 4 mei 1945 ging hij op de stoomboot de Zoppot naar Grömitz in de baai van Lübeck.

### Proces en terechtstelling in Polen
Op 24 mei 1945 werd Albert Forster door de Britse bezettingsmacht in Hamburg gevangengenomen. Hij zat eerst in het kamp Fallingbostel en daarna in Neuengamme. Op 12 augustus 1946 werd hij door de Britse militaire regering uitgeleverd aan het Poolse gezag. Op 25 augustus 1946 werd er een arrestatiebevel tegen hem uitgevaardigd, wegens massamoord. Eerst zat hij gevangen in Warschau, waar hij op 14 september 1946 overgeplaatst werd naar de gevangenis van Danzig. Tijdens het proces dat vanaf 5 tot 29 april 1948 in Danzig liep, werd Forster van het volgende beschuldigd:
- massamoord op mensen uit de gelederen van de Poolse intelligentsia en Joodse afkomst.
- vervolging en mishandeling van de Poolse bevolking.
- de toe-eigening van het Poolse openbare en privévermogen.

Op 29 april 1948 werd Forster door het Hoogste Internationaal Tribunaal van Polen tot de dood veroordeeld door middel van ophanging. Na de clementieverzoeken van Forster aan het gerecht en de Poolse staatspresident en persoonlijkheden in West-Europa, werd de terechtstelling eerst uitgesteld. Op 28 februari 1952 werd Forster van Danzig naar Warschau overgebracht en nog dezelfde dag terechtgesteld. Forsters vrouw die in 1949 voor het laatst van hem gehoord had, werd in 1954 over zijn terechtstelling geïnformeerd.

## Familie
Forster trouwde op 9 mei 1934 in de Rijkskanselarij met Gertrud Deetz (ereburger van Fürth en Danzig), zijn trouwgetuige en gasten waren Hitler en Hess. Hoewel in het rapport "A Psychological Analysis of Adolph Hitler: His Life and Legend" van de psychoanalyticus Walter C. Langer over Hitler, Hitler zegt: Forster "is bekend om zijn homoseksualiteit" en werd vaak aangesproken als "Bubi," dat was een gewone term van genegenheid tussen Duitse homoseksuelen in die periode.

## Militaire loopbaan
- SS-Standartenführer: 1 oktober 1932[15][5][2]
- SS-Oberführer: 15 augustus 1933[15][5][2]
- SS-Brigadeführer: 15 september 1933
- SS-Gruppenführer: 27 januari 1934[15][5][2]
- SS-Obergruppenführer: 31 december 1941[5][16][2]

## Lidmaatschapsnummers
- NSDAP-nr.: 1924[15][6] (lid geworden 7 november 1923[6][5], hernieuwd lid op 5 april 1925[6])
- SS-nr.: 158[15][17][6] (lid geworden 6 april 1926[6][5])

## Onderscheidingen
- Ehrenwinkel der Alten Kämpfer[17] in 1933[4]
- Danziger Kreuz, 1e Klasse[17][5] in 1939[4]
- Kruis voor Oorlogsverdienste, 1e Klasse[16] (5 oktober 1940[17][2][4]) en 2e Klasse[4][17][5] met Zwaarden
- Gouden Ereteken van de NSDAP[17][5][16] (nr.1924[18]) in 1933[4]
- Dienstonderscheiding van de NSDAP, zilver[17][5]
- SS-Ehrenring[19][17][5][16] op 1 december 1937[4]
- Ehrendegen des Reichsführers-SS[20][17][5][16] op 1 december 1937[4]
- Dienstonderscheiding van de SS, tweede, derde en vierde graad[17][5]
- Gouwereteken Danzig - West-Pruisen[17]in mei 1939[4]